# Eddie Murphy
Edward Regan Murphy bedre kendt som Eddie Murphy (født 3. april 1961) er en amerikansk stand-up komiker, skuespiller, forfatter, sanger, instruktør og musiker.
Box-office indkomst fra Murphys film gør ham til den næsthøjeste indtjenende skuespiller i USA. Han var et regelmæssig medlem på Saturday Night Live fra 1980 til 1984 og har arbejdet som en stand-up komiker. Han blev placeret som nr. 10 på Comedy Centrals liste over de 100 Greatest Stand-ups of All Time.
Han har modtaget Golden Globe Award-nomineringer for sine præstationer i 48 timer., Beverly Hills Cop serien, Trading Places, og The Nutty Professor. I 2007 vandt han Golden Globe for bedste mandlige birolle og modtog en nominering til en Oscar for bedste mandlige birolle for sit portræt af soul sanger James "Thunder" Early i Dreamgirls.
Eddie Murphy arbejde som en stemme skuespiller omfatter Thurgood Stubbs i The PJs, Æsel i Shrek-serien og den kinesiske drage Mushu i Disneys Mulan. I nogle af hans film, spiller han flere roller udover sin hovedperson, tænkt som en hyldest til en af hans idoler Peter Sellers, der spillede flere roller i Dr. Strangelove og andre steder. Murphy har spillet flere roller i Coming to America, Wes Craven Vampire i Brooklyn, Nutty Professor film (hvor han spillede titelrollen i to inkarnationer, plus hans far, bror, mor og mormor), Bowfinger, Norbit og Meet.

## Tidlige liv
Murphy voksede op i Brooklyn kvarteret Bushwick. Hans mor, Lillian, var teleoperatør, og hans far, Charles Edward Murphy, var politibetjent, amatørskuespiller og komiker. Hans far døde, da Murphy var ung. Da Murphy's mor blev syg, boede otteårige Eddie Murphy og hans ældre bror, Charlie, i familiepleje i et år. I interviews har Eddie fortalt, at hans tid i familiepleje udviklede hans sans for humor. Senere voksede Murphy og hans bror op i Roosevelt, New York hos deres mor og stedfar, Vernon Lynch, værkfører på en isfabrik. I 15 års alderen begynder Murphy at skrive og optræde med stand-up, som var stærkt påvirket af Bill Cosby og Richard Pryor.

## Karriere

### Stand-up comedy
Hans tidlige komedie var præget af hyppige brug af bandeord og godmodig satire af forskellige gruppe af mennesker (herunder hvid angelsaksisk protestanter (WASPs), afroamerikanere, italiensk amerikanerne overvægtige mennesker, og homoseksuelle). Eddie har også udgivet tre stand-up specials. Eddie Murphy var hans første album, udgivet i 1982. Delirious blev filmet i 1983 i Washington D.C. På grund af populariteten af Delirious, udgav han derefter Raw i 1987, som blev filmet i filt Forum sektion af Madison Square Garden i New York. 
Eddie Murphy er også sanger og har bl.a. haft et hit med singlen "Party All the Time" sammen sin nu afdøde ven Rick James.

## Venskabet med Michael Jackson
Når Murphy laver stand-up, er der ingen, der slipper nemt. Både homoseksuelle, italienere og ikke mindst Michael Jackson får et par kommentarer med. Selvom Murphy både i Delirious og Raw joker om Michael Jackson var de gode venner, og Murphy spillede sammen med supermodellen Iman med i Jacksons "Remember the Time" (1991) og har givet hinanden utallige Awards. Eddie Murphy lavede et 6 minutter langt indslag, hvor han roste Jacksons humanitære indsats. Murphy spurgte Jackson, om han ville medvirke på singlen til Murphys nye album, hvilket førte til sangen "Whats Up With You" også kaldet "Wazupwitu". Sangen solgte platin.
Michael Jackson har ved utallige lejligheder kaldt ham "King Of Comedy".
De var også venner uden for scenelyset, Eddie kom mange gange og besøgte Michaels ranch Neverland.

## Filmografi

### Film
| År   | Titel                          | Rolle | Noter |
| ---- | ------------------------------ | --- | --- |
| 1982 | 48 Hrs.                        | Reggie Hammond | Nomineret – Golden Globe Award for New Star of the Year – Actor |
| 1983 | Trading Places                 | Billy Ray Valentine | Nomineret – Golden Globe Award for Best Actor – Motion Picture Musical or Comedy |
| 1984 | Beverly Hills Cop              | Det. Axel Foley | Nomineret – Golden Globe Award for Best Actor – Motion Picture Musical or Comedy |
| 1984 | Best Defense                   | Lieutenant T.M. Landry | |
| 1986 | The Golden Child               | Chandler Jarrell | |
| 1987 | Beverly Hills Cop II           | Det. Axel Foley | |
| 1987 | Eddie Murphy Raw               | Himself | også forfatter og executive producer |
| 1988 | Coming to America              | Prince Akeem/Clarence/Randy Watson/Saul | også forfatter (historie) |
| 1989 | Harlem Nights                  | Quick (real name Vernest Brown) | også director, forfatter, og executive producer |
| 1990 | Another 48 Hrs.                | Reggie Hammond | også forfatter (historie) |
| 1992 | Boomerang                      | Marcus Graham | også forfatter (historie) Nomineret – MTV Movie Award for Best Comedic Performance |
| 1992 | The Distinguished Gentleman    | Thomas Jefferson Johnson | |
| 1994 | Beverly Hills Cop III          | Det. Axel Foley | |
| 1995 | Vampire in Brooklyn            | Maximillian/Preacher Pauly/Guido | også producer, forfatter (historie) |
| 1996 | The Nutty Professor            | Professor Sherman Klump/Buddy Love Lance Perkins/Cletus 'Papa' Klump Anna Pearl 'Mama' Jensen Klump Ida Mae 'Granny' Jensen/Ernie Klump, Sr. | Saturn Award for Best Actor National Society of Film Critics Award for Best Actor Nomineret – Golden Globe Award for Best Actor – Motion Picture Musical or Comedy Nomineret – NAACP Image Award for Outstanding Actor in a Motion Picture Nomineret – Satellite Award for Best Actor – Motion Picture Musical or Comedy |
| 1997 | Metro                          | Insp. Scott Roper | |
| 1998 | Mulan                          | Mushu | Stemme rolle |
| 1998 | Dr. Dolittle                   | Dr. John Dolittle | |
| 1998 | Holy Man                       | G | |
| 1999 | Life                           | Rayford "Ray" Gibson | også producer |
| 1999 | Bowfinger                      | Kit Ramsey/Jeffernson 'Jiff' Ramsey | Black Reel Award: Best Actor |
| 2000 | Nutty Professor II: The Klumps | Professor Sherman Klump/Buddy Love Lance Perkins/Cletus 'Papa' Klump Anna Pearl 'Mama' Jensen Klump Ida Mae 'Granny' Jensen/Ernie Klump      | også executive producer Nomineret – Satellite Award for Best Actor – Motion Picture Musical or Comedy |
| 2001 | Shrek                          | Æsel | Stemme rolle Annie Award for Outstanding Individual Achievement for Voice Acting by a Male Performer in an Animated Feature Production Nomineret – BAFTA Award for Best Actor in a Supporting Role Nomineret – Black Reel Award: Best Supporting Actor |
| 2001 | Dr. Dolittle 2                 | Dr. John Dolittle | |
| 2002 | Showtime                       | Officer Trey Sellers | Nomineret – Golden Raspberry Award for Worst Actor Nomineret - Golden Raspberry Award for Worst Screen Couple (with either Robert De Niro, Owen Wilson or himself cloned) |
| 2002 | The Adventures of Pluto Nash   | Pluto Nash/Rex Crater | Nomineret – Golden Raspberry Award for Worst Actor Nomineret - Golden Raspberry Award for Worst Screen Couple (with either Robert De Niro, Owen Wilson or himself cloned) |
| 2002 | I Spy                          | Kelly Robinson | Nomineret – Golden Raspberry Award for Worst Actor Nomineret - Golden Raspberry Award for Worst Screen Couple (with either Robert De Niro, Owen Wilson or himself cloned) |
| 2003 | Daddy Day Care                 | Charles "Charlie" Hinton | |
| 2003 | The Haunted Mansion            | Jim Evers | |
| 2004 | Shrek 2                        | Æsel | stemme rolle |
| 2006 | Dreamgirls                     | James 'Thunder' Early | Broadcast Film Critics Association Award for Best Supporting Actor Central Ohio Film Critics Association for Best Supporting Actor Golden Globe Award for Best Supporting Actor – Motion Picture Screen Actors Guild Award for Outstanding Performance by a Male Actor in a Supporting Role Nomineret – Academy Award for Best Supporting Actor Nomineret – Black Reel Award: Best Supporting Actor Nomineret – Chicago Film Critics Association Award for Best Supporting Actor Nomineret – NAACP Image Award for Outstanding Supporting Actor in a Motion Picture Nomineret – Online Film Critics Society Award for Best Supporting Actor Nomineret – Saturn Award for Best Supporting Actor Nomineret – Screen Actors Guild Award for Outstanding Performance by a Cast in a Motion Picture |
| 2007 | Norbit                         | Norbit Rice/Rasputia Latimore-Rice/Mr. Wong                                                                                                  | også forfatter (historie og screenplay), producer Golden Raspberry Award for Worst Actor (as Norbit) Golden Raspberry Award for Worst Supporting Actor (as Mr. Wong) Golden Raspberry Award for Worst Supporting Actress (as Rasputia) Nomineret – Golden Raspberry Award for Worst Screen Couple (with either Eddie Murphy or Eddie Murphy) Nomineret – Golden Raspberry Award for Worst Screenplay Nomineret – Golden Raspberry Award for Worst Picture |
| 2007 | Shrek the Third                | Æsel | Stemme rolle Kids' Choice Award for Favorite Voice from an Animated Movie |
| 2008 | Meet Dave                      | Starship Dave Ming-Chang (Spacecraft), Captain                                                                                               | Nomineret – Golden Raspberry Award for Worst Actor Nomineret – Golden Raspberry Award for Worst Screen Couple (in Eddie Murphy) |
| 2009 | Imagine That                   | Evan Danielson | |
| 2010 | Shrek Forever After            | Æsel | Stemme rolle Kids' Choice Award for Favorite Voice from an Animated Movie |
| 2011 | Tower Heist                    | Darnell ("Slide") | |
| 2012 | A Thousand Words               | Jack McCall | Nomineret – Golden Raspberry Award for Worst Actor |
| 2015 | Henry Joseph Church            | Henry Joseph Church | |
| 2019 | Dolemite is my name            | Rudy Ray Moore (Dolemite) | Også producer AAFCA Awards for Best Actor Nomineret - LAOFCS for Best Actor Nomineret - SDFCS for Best Actor Nomineret - SDFCS for Best comedic performance Nomineret - Satellite Awards for Best Actor - Motion Picture Musical or Comedy Nomineret - SLFCA Awards for Best Actor |

## TV shows
- Saturday Night Live (cast member from 1980-1984)
- Eddie Murphy Delirious (1983)
- Eddie Murphy Lige På og Rå (1987)
- What's Alan Watching? (1989)
- The PJs (1999-2001) (voice)

## Musik

### Albums
- Eddie Murphy (1982) (comedy)
- Comedian (1983) (comedy)
- How Could It Be (1985) (musik)
- So Happy (1987) (musik)
- Love's Alright (1992) (musik)
- Greatest Comedy Hits (1997) (comedy)
- All I "$%*@**" Know (1998) (comedy)

### Enkelte numre
- "Boogie In Your Butt" (Columbia, 1982) (comedy/musik)
- "Party All The Time" (Columbia, 1985) (musik)
- "How Could It Be (featuring Shabba Ranks)" (Columbia, 1985) (musik)
- "Put Your Mouth On Me" (Columbia, 1989) (musik)
- "Til The Money's Gone" (Columbia, 1989) (musik)
- "I Was A King" (Motown, 1993) (musik)
- "Whatzupwitu (featuring Michael Jackson)" (Motown, 1993) (musik)
- "Desdemona" (Motown, 1993) (musik)
- "Red Light" (featuring Snoop Lion).(musik)'

## Indtjening
- Shrek 2 (2004) $10,000,000
- The Adventures of Pluto Nash (2002) $20,000,000
- Dr. Dolittle 2 (2001) $20,000,000
- Shrek (2001) $3,000,000
- Nutty Professor II: The Klumps (2000) $20,000,000 (og 20% af fortjenesten)
- Dr. Dolittle (film) (1998) $17,000,000
- The Nutty Professor (1996) $12,000,000
- Beverly Hills Cop III (1994) $15,000,000
- Best Defense (1984) $3,000,000